# Martin van Creveld
Martin Levi van Creveld (em hebraico: מרטין לוי ון קרפלד, he; nascido em 5 de março de 1946) é um historiador militar e teórico israelense.

## Biografia

### Vida pessoal
Van Creveld nasceu nos Países Baixos, na cidade de Rotterdam, em uma família judia. Segundo ele, seus pais, Leon e Margaret, eram sionistas convictos que sofreram antisemitismo antes do Holocausto. Em 1950, sua família imigrou para Israel, e Creveld cresceu em Ramat Gan. Van Creveld foi casado duas vezes e tem três filhos. Ele mora em Mevaseret Zion. Entre seus passatempos, disse que gosta de nadar pelado.

### Carreira
De 1964 a 1969, ele estudou história na Universidade Hebraica de Jerusalém e obteve um M.A. De 1969 a 1971, estudou história na London School of Economics e recebeu um PhD. Sua tese foi intitulada Greece and Yugoslavia in Hitler's strategy, 1940–1941 (Grécia e Iugoslávia na estratégia de Hitler, 1940-1941, em tradução livre). A dissertação de doutorado de van Creveld sobre a estratégia de Hitler nos Bálcãs, nos primeiros anos da Segunda Guerra Mundial, foi publicada como livro em 1973, com o título Hitler's Strategy, 1940–41: The Balkan Clue. Após concluir seu PhD em 1971, van Creveld retornou a Israel e começou a lecionar na Universidade Hebraica de Jerusalém. Tornou-se professor em 1988. Em 2007, aposentou-se do ensino na Universidade Hebraica e passou a lecionar no Programa de Estudos de Segurança da Universidade de Tel Aviv. Seus livros já foram traduzidos para vinte idiomas e ele prestou consultoria a diversos governos.

## Livros
Martin van Creveld é autor de trinta e três livros sobre história militar, estratégia e outros temas, dos quais Command in War (1985), Supplying War: Logistics from Wallenstein to Patton (1977, 2ª edição 2004), The Transformation of War (1991), The Sword and the Olive (1998) e The Rise and Decline of the State (1999) estão entre os mais conhecidos. Ele proferiu palestras ou lecionou em inúmeros institutos civis e militares de ensino superior em todo o mundo.

### A Transformação da Guerra
De particular importância é seu livro de 1991 The Transformation of War (Reino Unido: On Future War), que foi traduzido para o francês, alemão (nova edição alemã em 2004), russo e espanhol. Neste tratado de teoria militar, van Creveld desenvolve o que chama de teoria não trinitária da guerra, a qual contrapõe à famosa obra de Clausewitz, Da Guerra.
O modelo trinitário de guerra de Clausewitz (termo cunhado por van Creveld) distingue entre os assuntos da população, do exército e do governo. Van Creveld critica essa filosofia por ser demasiadamente estreita e centrada no Estado, tornando-a inaplicável ao estudo de conflitos envolvendo um ou mais atores não-estatais. Em vez disso, propõe cinco questões-chave da guerra:
1. Por quem a guerra é travada – se por Estados ou por atores não estatais
2. Do que se trata a guerra – as relações entre os atores e entre estes e os não combatentes
3. Como a guerra é travada – questões de estratégia e tática
4. Para que a guerra é travada – se para aumentar o poder nacional ou como um fim em si mesma
5. Por que a guerra é travada – as motivações do soldado individual

Van Creveld observa que muitas das guerras travadas após 1945 foram conflitos de baixa intensidades, os quais Estados poderosos acabaram perdendo. O livro argumenta que estamos testemunhando um declínio do Estado-nação, sem uma redução comparável na violência organizada. Além disso, em sua visão, os exércitos treinam e se equipam para lutar uma guerra convencional, em vez dos conflitos de baixa intensidade que provavelmente enfrentarão. Consequentemente, é imperativo que os Estados-nação mudem o treinamento de suas forças armadas e repensem seus programas de aquisição de armamentos. Na busca de um comandante por informações certeiras do campo de batalha, van Creveld popularizou o termo "telescópio direcionado" para descrever o uso de oficiais especialmente selecionados e confiáveis como agentes especiais ou observadores para o comandante. A importância do livro é atestada pelo fato de que, até meados de 2008, ele constava na lista de leitura obrigatória para oficiais do Exército dos Estados Unidos e, juntamente com Sun Tzu e Clausewitz, era o terceiro item não-americano na lista.

### O Sexo Privilegiado
Além de seus livros sobre história militar, van Creveld escreveu diversas obras sobre outros temas. A mais notória delas é, talvez, sua polêmica antifeminista The Privileged Sex (2013). No livro, ele argumenta que a opressão sistemática das mulheres (como afirmam as feministas) é um mito sem respaldo em dados sérios e que as mulheres tendem a desfrutar de mais proteções sociais e privilégios do que os homens. Van Creveld também é um forte oponente das mulheres no serviço militar, especialmente em unidades de combate.

## Opiniões sobre assuntos atuais
Martin van Creveld também comenta, frequentemente de forma incisiva, sobre a sociedade e a política contemporâneas. 

Em uma entrevista de TV em 2002, expressou dúvidas quanto à capacidade do exército israelense de derrotar os palestinos:
São pessoas muito corajosas… são idealistas… querem servir ao seu país e provar seu valor. O problema é que não se pode provar nada contra alguém que é muito mais fraco que você. Eles estão numa situação de ganha-ganha perdedor. Se você é forte e luta contra os fracos, então, se matar seu oponente, você é um canalha… se permitir que ele te mate, você é um idiota. Eis, pois, um dilema que outros já enfrentaram antes de nós, e para o qual, pelo que posso ver, simplesmente não há escapatória. Ora, o exército israelense, de forma alguma, foi o pior de todos. Não fez o que, por exemplo, os americanos fizeram no Vietnã… não usou napalm, não matou milhões de pessoas. Assim, tudo é relativo, mas, por definição, retomando o que disse anteriormente, se você é forte e luta contra os fracos, tudo o que fizer será criminoso.
Em uma entrevista de setembro de 2003 na Elsevier, revista semanal holandesa, sobre Israel e os perigos que enfrenta do Irã, dos palestinos e da opinião mundial, van Creveld afirmou, referindo-se à Samson Option:
Possuímos várias centenas de ogivas atômicas e foguetes e podemos lançá-los contra alvos em todas as direções, talvez até contra Roma. A maioria das capitais europeias é alvo de nossa força aérea… Temos a capacidade de derrubar o mundo conosco. E posso assegurar que isso acontecerá antes que Israel entre em colapso.
Na edição de 21 de agosto de 2004 do International Herald Tribune, van Creveld escreveu: "Se os iranianos não tivessem tentado construir armas nucleares, eles seriam loucos". Em 2005, van Creveld ganhou destaque quando afirmou, em entrevista, que a invasão do Iraque de 2003 foi "a guerra mais tola desde que o imperador Augusto, em 9 a.C., enviou suas legiões para a Alemanha e as perdeu", referindo-se à Batalha da Floresta de Teutoburgo. Sua análise incluía críticas severas à administração Bush, comparando a guerra com o Vietnã. Além disso, disse que "Bush merece ser impichado e, uma vez removido do cargo, ser julgado." Van Creveld afirmou que o governo israelense "exagerou enormemente a ameaça que um Irã nuclear representa para sua segurança, bem como a capacidade de Israel de contê-la". Em 2007, comentou que:
O Irã é o verdadeiro vencedor no Iraque, e o mundo agora deve aprender a conviver com um Irã nuclear da mesma forma que aprendemos a conviver com a União Soviética nuclear e com uma China nuclear… Nós, israelenses, temos o que é preciso para dissuadir um ataque iraniano. Não corremos o menor perigo de sermos atingidos por uma arma nuclear iraniana… graças à ameaça iraniana, estamos recebendo armamentos dos EUA e da Alemanha.
Van Creveld considerou a Segunda Guerra do Líbano como um sucesso estratégico para Israel e uma derrota para o Hezbollah. Também foi altamente crítico ao relatório da Comissão Winograd por não reconhecer os muitos êxitos da campanha militar israelense. Observou que o Hezbollah "ficou sem ânimo para lutar", perdeu centenas de membros e foi "expulso do Sul do Líbano", sendo substituído por "uma força de paz das Nações Unidas bastante robusta". Ainda destacou que, como resultado da guerra, Israel desfruta de um nível de calma em sua fronteira com o Líbano não visto desde meados dos anos 1960. Mais recentemente, em um artigo publicado na Infinity Journal em junho de 2011, intitulado "The Second Lebanon War: A Reassessment", van Creveld defendeu que, contrariamente ao senso comum e apesar das operações terrestres "desajeitadas, pesadas e lentas", a Segunda Guerra do Líbano foi uma grande vitória para Israel. Segundo ele, "desde meados de agosto de 2006, em todo o sul do Líbano, quase nenhum tiro foi disparado".
Em artigo de opinião publicado no The Jewish Daily Forward em 2010, van Creveld argumentou que a Cisjordânia, longe de ser vital para a segurança de Israel, é um território "que Israel pode facilmente se dar ao luxo de ceder." Sustentou que a Cisjordânia não oferece defesa contra mísseis balísticos dos dois principais inimigos de Israel, Irã e Síria. Além disso, desde que seja desmilitarizada em eventual acordo de paz com os palestinos, a Cisjordânia funcionaria como uma barreira natural, dificultando o avanço de qualquer exército que tentasse invadir Israel por terra, vindo do leste. Por fim, Israel poderia se defender do terrorismo proveniente da Cisjordânia por meio de um muro aliado a campanhas ofensivas, como a Operação Chumbo Fundido e a Segunda Guerra do Líbano, que restauraram com sucesso o fator de dissuasão de Israel quando o nível de terrorismo ultrapassava o que este estava disposto a tolerar.
Em artigo em coautoria com um pesquisador de história do Oriente Médio da Cambridge, Jason Pack, ao abordar a guerra civil líbia de 2011, van Creveld contestou a tendência da mídia de retratar as circunstâncias na Líbia como equivalentes àquelas que serviram de pano de fundo para a derrubada de ben-Ali na Tunísia e de Hosni Mubarak no Egito, ocorrida no início daquele ano. "A notável disseminação das revoltas árabes de 2011 por toda a África do Norte faz com que muitos jornalistas retratem a atual revolta líbia como impulsionada por fatores semelhantes aos atuantes na vizinha Tunísia e no Egito. Há mais diferenças do que semelhanças." Van Creveld observou que a Tunísia e o Egito "são Estados-nação coerentes há mais de um século," enquanto a sociedade líbia ainda é marcadamente tribal. Também destacou que, enquanto os exércitos da Tunísia e do Egito poderiam mediar a transição entre os antigos regimes e os novos, "a Líbia carece de um exército profissional, não-tribal" capaz de desempenhar essa função. Culpa o filho de Gaddafi, Saif al-Islam Gaddafi, por ter desperdiçado uma oportunidade crucial de restaurar a ordem no país e a confiança – tanto interna quanto internacional – no regime de Gaddafi.

### Síria e terrorismo
Em 2016, em um comentário para a revista alemã Focus, Creveld defendeu uma aliança com o regime de Bashar al-Assad. "Se o Ocidente quer vencer a guerra contra o califado do terror, não pode ser exigente quanto aos seus aliados." O conflito regional não era sobre um déspota, mas sobre uma nova forma de terrorismo que visa a dissolução de toda a ordem estatal e das fronteiras territoriais na região. Apenas os soldados alauítas do regime de Assad estavam dispostos a morrer lutando contra os terroristas, enquanto as tentativas europeias e americanas de evitar o derramamento de sangue, concentradas em ataques aéreos, mostraram-se inúteis contra tropas guerrilheiras, como a história demonstrou. Perder a guerra contra Estado Islâmico e Al-Nusra teria consequências incalculáveis para o Oriente Médio e para a Europa. Em comparação, Assad apareceria como o "demônio menor".
Já em 2013, novamente na revista Focus, defendeu que o apoio a Assad era crucial para evitar a desestabilização de todo o Oriente Médio. Assad continuaria a guerra apenas para prevenir um massacre ainda maior, a aniquilação dos 1,2 milhões de alauítas. "Em vez de reclamar por preocupações humanitárias e discutir sobre o envio de armas aos rebeldes, o Ocidente deveria se juntar à Rússia e pressionar por uma solução negociada. Se necessário, deve ajudar os rebeldes e permitir que Assad permaneça no cargo: ele é a única pessoa capaz de manter o país unido." Van Creveld citou Bismarck: "A política é a escolha entre o ruim e o pior". Em palestra na Fundação Konrad Adenauer, em Brandemburgo, defendeu que se seguisse um "caminho pragmático" na Síria.
Em 2011, relembrando o pai de Bashar, analisou a estratégia de Hafez al-Assad contra a cidade de Hama, em 1982, então centro da Irmandade Muçulmana. Sem essa ação – considerada por Creveld como extremamente brutal e um crime de guerra – o regime de Assad provavelmente teria sido derrubado. O próprio Assad e muitos membros da comunidade alauíta teriam sido mortos. Após sua remoção, talvez um regime estável tivesse sido estabelecido por muçulmanos não-alauítas ou – na variante que van Creveld julga mais provável – não haveria governo estável algum. Nesse cenário, haveria uma guerra de todos contra todos. "A julgar pela experiência em Beirute, uma guerra civil dessa magnitude poderia ter custado a vida de centenas de milhares de pessoas. E, conforme o que ocorreu no Líbano e no Afeganistão, a Síria poderia ter se transformado num reduto de terroristas internacionais de todas as correntes."

## Obras publicadas

### Livros
- Hitler's Strategy 1940–1941: the Balkan Clue, Cambridge University Press, 1973, ISBN 0-521-20143-8
- Military Lessons of the Yom Kippur War: Historical Perspectives, Beverly Hills : Sage Publications, 1975, ISBN 0-8039-0562-9
- Supplying War: Logistics from Wallenstein to Patton, Cambridge University Press, 1977, ISBN 0-521-21730-X (2nd ed, 2004, ISBN 0-521-54657-5)
- Fighting Power: German and US Army performance, 1939–1945, Westport, Conn. : Greenwood Press, 1982, ISBN 0-313-23333-0
- Command in War, Cambridge, Mass. : Harvard University Press, 1985, ISBN 0-674-14440-6
- Technology and War: From 2000 B.C. to the Present, New York : Free Press, 1989, ISBN 0-02-933151-X (free paperback, 2001, ISBN 0-02-933153-6)
- The Training of Officers: From Military Professionalism to Irrelevance, New York : Free Press, 1990, ISBN 0-02-933152-8
- The Transformation of War, New York : Free Press, 1991, ISBN 0-02-933155-2
- Nuclear Proliferation and the Future of Conflict, New York : Free Press, 1993, ISBN 0-02-933156-0
- Air Power and Maneuver Warfare, with contributions from Kenneth S. Brower and Steven L. Canby, Alabama : Air University Press, 1994, ISBN 1-58566-050-7
- The Encyclopedia of Revolutions and Revolutionaries: From Anarchism to Zhou Enlai, New York : Facts on File, 1996, ISBN 0-8160-3236-X
- The Sword and the Olive: A Critical History of the Israeli Defense Force, New York : Public Affairs, 1998, ISBN 1-891620-05-3
- The Rise and Decline of the State, Cambridge University Press, 1999, ISBN 0-521-65629-X
- The Art of War: War and Military Thought, London : Cassell, 2000, ISBN 0-304-35264-0 (also New York : Collins/Smithsonian, 2005, ISBN 0-06-083853-1)
- Men, Women, and War, London : Cassell & Co., 2001, ISBN 0-304-35959-9
- Moshe Dayan, London : Weidenfeld & Nicolson, 2004 ISBN 0-297-84669-8
- Defending Israel: A Controversial Plan Toward Peace, New York : Thomas Dunne Books/St. Martin's Press, 2004, ISBN 0-312-32866-4
- Countering Modern Terrorism: History, Current Issues, and Future Threats : Proceedings of the Second International Security Conference, Berlin, 15–17 December 2004, with Katharina von Knop and Heinrich Neisser, Bielefeld : Wbv, W. Bertelsmann Verlag, 2005, ISBN 3-7639-3309-3
- The Changing Face of War: lessons of combat, from the Marne to Iraq, New York : Presidio Press, 2006, ISBN 978-0-89141-901-3
- The Culture of War, New York: Presidio Press, 2008, ISBN 978-0-345-50540-8
- The American Riddle (In Russian), Publisher: Irisen (Russia) 2008[26]
- The Land of Blood and Honey, New York : St. Martin's Press, 2010, ISBN 978-0-312-59678-1
- The Age of Airpower, New York: Public Affairs, 2011, ISBN 978-1-58648-981-6
- The Privileged Sex, North Charleston, SC : CreateSpace Independent Publishing Platform (On-Demand Publishing LLC), 2013, ISBN 978-1484983126
- Wargames: From Gladiators to Gigabytes, Cambridge, Cambridge University Press, 2013, ISBN 978-1-107-03695-6
- Conscience: A Biography, London, Reaktion, 2015, ISBN 978-1-78023-454-0
- Equality: The Impossible Quest, Kouvola, Castalia House, 2015.
- "Clio and Me" An Intellectual Autobiography, Kouvola, Castalia, House, 2015.
- Pussycats: Why the Rest Keeps Beating the West—and What Can Be Done about It, CreateSpace, 2016.
- Hitler in Hell, Castalia House, 2017.
- More on War, Oxford University Press, 2017.

- Seeing into the Future: A Short History of Prediction, 2020.

### Artigos selecionados
- "Através de um vidro escuro: algumas reflexões sobre o futuro da guerra", Defense and the National Interest website, 2000
- "Into the Abyss", Defense and the National Interest website, 2004
- "Por que o Iraque terminará como o Vietnã terminou", LewRockwell.com, 18 de novembro de 2004
- "Sharon no caminho da guerra: Israel está planejando atacar o Irã?", International Herald Tribune, 21 de agosto de 2004
- "Uma retirada custosa é o preço a pagar por uma guerra tola", The Jewish Daily Forward, 25 de novembro de 2005
- "Saber por que não bombardear o Irã é metade da batalha", The Jewish Daily Forward, 20 de abril de 2006